# 78 км
78 км — железнодорожный разъезд (тип населённого пункта) в Вельском районе Архангельской области. Входит в состав Пежемского сельского поселения.

## География
Расположен на юге области и района, в лесной местности, в 38 км от города Вельска.
Климат
Находится на территории, приравненный к районам Крайнего Севера

## История
Населённый пункт возник у железнодорожного разъезда 78 километр Северной железной дороги.

## Население
| 2002 | 2010 | 2012 | 2014 |
| ---- | ---- | ---- | ---- |
| 7    | ↘2   | ↗3   | ↘0   |

## Инфраструктура
Путевое хозяйство.
Есть централизованное электроснабжение.
Учреждений социальной сферы нет.

## Транспорт
Посёлок доступен автомобильным и железнодорожным транспортом.
Есть автодорожное сообщение с административным центром района.